# جهاز الكسب غير المشروع (مصر)
جهاز الكسب غير المشروع هو جهاز حكومي مصري أنشئ طبقا للقانون رقم 62 لسنة 1975 بشأن الكسب غير المشروع ويتبع وزارة العدل. ويشكل الجهاز من مدير يختار من بين مستشاري محاكم الاستئناف ومن عدد كاف من الرؤساء بالمحاكم الابتدائية يندبون طبقًا لأحكام قانون السلطة القضائية.

## التشريعات المنظمة
- قانون رقم 193 لسنة 1951 في شأن الكسب غير المشروع.[2]
  - التعديلات:
    - قانون رقم 35 لسنة 1952.[3]
    - قانون رقم 47 لسنة 1952.[4]
- قانون رقم 131 لسنة 1952 في شأن الكسب غير المشروع «ألغي بموجبه القانون رقم 193 لسنة 1951».[5]
  - التعديلات:
    - قانون رقم 191 لسنة 1952.[6]
    - قانون رقم 171 لسنة 1957.[7]
    - قانون رقم 148 لسنة 1961.[8]
- قانون رقم 11 لسنة 1968 في شأن الكسب غير المشروع «ألغي بموجبه القانون رقم 131 لسنة 1952».[9]
  - التعديلات:
    - قانون رقم 3 لسنة 1969.[10]

  - الإجراءات التنفيذية:
    - قرار رئيس الجمهورية رقم 1118 لسنة 1968 بإصدار إجراءات تنفيذ القانون رقم 11 لسنة 1968.[11]
- قانون رقم 62 لسنة 1975 في شأن الكسب غير المشروع «ألغي بموجبه القانون رقم 11 لسنة 1968».[12]
  - التعديلات:
    - قانون رقم 97 لسنة 2015.[13]

  - اللائحة التنفيذية:
    - قرار رئيس الجمهورية رقم 1112 لسنة 1975 بإصدار اللائحة التنفيذية للقانون رقم 62 لسنة 1975.[14]
    - قرار رئيس الجمهورية رقم 628 لسنة 1976.[15]

## اختصاصات الجهاز
يختص الجهاز بطلب البيانات والإيضاحات المتعلقة بالشكاوي ومعاونة الهيئات التي تتولى فحص إقرارات الذمة المالية وتحقيق الشكاوى المتعلقة بالكسب غير المشروع وهي:
- هيئة أو أكثر تشكل كل منها من خمسة من مستشاري محكمة النقض يختارون في بداية العام القضائي بطريق القرعة وتكون رياستها لأقدمهم وذلك بالنسبة إلى رئيس الجمهورية ونوابه ورئيس مجلس الشعب ورئيس مجلس الوزراء ونوابه ومن هم في درجتهم والوزراء ونوابهم وأعضاء اللجنة التنفيذية العليا للاتحاد الاشتراكي العربي وأعضاء مجلس الشعب.
- هيئات يصدر بتشكيلها قرار من وزير العدل تتألف كل منها من مستشار بمحاكم الإستئناف وذلك بالنسبة إلى من في درجة الوزير ونائب الوزير والفئة الممتازة ووكلاء الوزارات ومن في درجتهم.
- هيئات يصدر بتشكيلها قرار من وزير العدل تتألف كل منها من رئيس محكمة وذلك بالنسبة إلى باقي الخاضعين لأحكام قانون الكسب غير المشروع.

## رؤساء الجهاز
- تامر عبد الحميد الفرجاني.